# Thomas Deruette
Thomas Deruette (Saint-Mard, Virton, província de Luxemburg, 6 de juliol de 1995) és un ciclista belga, professional des del 2014. Actualment corre a l'equip WB Veranclassic Aqua Protect.